# Ovozomus peradeniyensis
Espèce
Synonymes
- Schizomus peradeniyensis Gravely, 1911

Ovozomus peradeniyensis est une espèce de schizomides de la famille des Hubbardiidae.

## Distribution
Cette espèce est endémique du Sri Lanka.

## Description
La femelle décrite par  en mesure 4,03 mm.

## Étymologie
Son nom d'espèce, composé de peradeniy[a] et du suffixe latin -ensis, « qui vit dans, qui habite », lui a été donné en référence au lieu de sa découverte, Peradeniya.

## Publication originale
- Gravely, 1911 : The species of Ceylon Pedipalpi. Spolia Zeylanica, vol. 7, p. 135-140.